# Europees kampioenschap badminton voor landenteams
Het Europees kampioenschap badminton voor landenteams is een internationale toernooi dat wordt georganiseerd door Badminton Europe. Het toernooi wordt om de 2 jaar gehouden.
Het toernooi maakt onderscheid tussen mannen en vrouwen, zo worden er tijdens de kampioenschappen altijd twee wedstrijden gespeeld. Een bij de mannen, en een bij de vrouwen. Iedere wedstrijd bestaat uit drie enkels en twee dubbels, waardoor er een totaal van vijf wedstrijden wordt gespeeld. In de poule fase van het toernooi worden ook altijd alle vijf de wedstrijd gespeeld, echter in de knock-outfase wordt er gespeeld tot een van beide teams drie wedstrijden gewonnen heeft.
Net als bijna alle andere Europese badmintonkampioenschappen, worden ook deze overheerst door de Deense ploegen. Bij de mannen heeft de Deense ploeg alle vier de gehouden edities gewonnen, en bij de vrouwen hebben ze twee van de vier edities gewonnen. De Nederlandse ploegen zijn bij dit toernooi vaak goed vertegenwoordigd, vooral bij de dames worden er ook prijzen gepakt zoals de 1e plaats in 2006 en de derde plaats in 2012 en de tweede plaats bij de mannen in 2020.

## Locaties
| Jaar | Editie | Stad         | Land        |
| ---- | ------ | ------------ | ----------- |
| 2006 | I      | Thessalonica | Griekenland |
| 2008 | II     | Almere       | Nederland   |
| 2010 | III    | Warsaw       | Polen       |
| 2012 | IV     | Amsterdam    | Nederland   |
| 2014 | V      | Bazel        | Zwitserland |
| 2016 | VI     | Kazan        | Rusland     |
| 2018 | VII    | Kazan        | Rusland     |
| 2020 | VIII   | Liévin       | Frankrijk   |
| 2024 | IX     | Lodz         | Polen       |

## Winnaars
| Jaar | Mannen     | Mannen    | Mannen              |            | Vrouwen    | Vrouwen   | Vrouwen             |
| Jaar | Goud       | Zilver    | Brons               | Goud       | Zilver     | Brons     |                     |
| ---- | ---------- | --------- | ------------------- | ---------- | ---------- | --------- | ------------------- |
| 2006 | Denemarken | Duitsland | Engeland            | Nederland  | Engeland   | Duitsland |                     |
| 2008 | Denemarken | Engeland  | Duitsland           | Denemarken | Nederland  | Duitsland |                     |
| 2010 | Denemarken | Polen     | Duitsland           | Denemarken | Rusland    | Duitsland |                     |
| 2012 | Denemarken | Duitsland | Engeland            | Duitsland  | Denemarken | Nederland |                     |
| 2014 | Denemarken | Engeland  | Finland Duitsland   |            | Denemarken | Rusland   | Bulgarije Duitsland |
| 2016 | Denemarken | Frankrijk | Engeland Duitsland  |            | Denemarken | Bulgarije | Duitsland Spanje    |
| 2018 | Denemarken | Engeland  | Frankrijk Duitsland |            | Denemarken | Duitsland | Rusland Spanje      |
| 2020 | Denemarken | Nederland | Frankrijk Rusland   |            | Denemarken | Duitsland | Frankrijk Schotland |

Thessaloniki 2006 · Almere 2008 · Warschau 2010 · Amsterdam 2012 · Bazel 2014